# Lago di Malciaussia
Il lago di Malciaussia è un lago artificiale che si trova nelle Valli di Lanzo, più precisamente nella Valle di Viù, nella frazione di Malciaussia del comune italiano di Usseglio a 1.805 m di altitudine.

## Toponimo
Il nome della frazione deriverebbe dal dialetto locale patois o dall'Arpitano "mal ciaussia", che vuol dire mal calzati, in riferimento probabilmente alla scarsa qualità delle calzature utilizzate anticamente dagli abitanti locali o dai margari.

## Collocazione geografica
Il lago è situato a 1805 m s.l.m. nella frazione di Malciaussia e dista circa nove chilometri dal comune di Usseglio. È posizionato alla fine della strada provinciale 32 dopo la frazione di Margone. Il paesaggio è tipicamente alpino, tra le montagne delle Alpi Graie che svettano ai piedi del lago si possono notare il Monte Lera (3.355 m s.l.m.), il Rocciamelone (3.538 m s.l.m.) e il Colle dell'Autaret (3.077 m s.l.m.) che, quando il sole lo permette, si specchiano nell'acqua. Il lago di Malciaussia forma lo Stura di Viù, uno dei tre fiumi che formano lo Stura di Lanzo, affluente di sinistra del Po.

## Storia

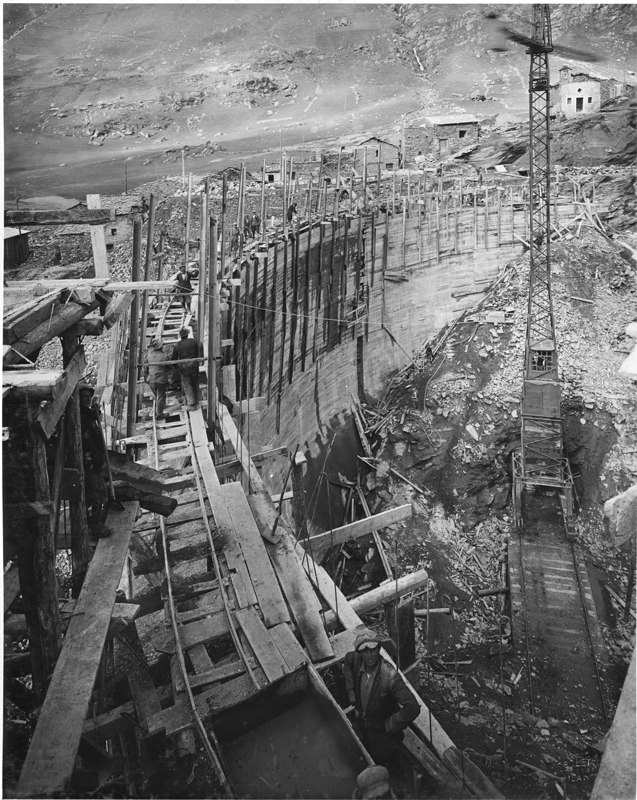
Costruzione diga Malciaussia.

La diga di contenimento del lago è stata costruita negli anni 1930 per la produzione di energia elettrica. L'acqua del lago, attraverso delle condutture forzate, arriva a Crot (frazione di Usseglio) dove vi è la seconda centrale idroelettrica più grande della Valle di Viù che all'anno produce circa 48 GWh, ovvero il consumo di 16.000 famiglie.  Per la costruzione della diga ci vollero circa 3 anni e fu realizzata una decauville di servizio che partiva dalla stazione superiore della funicolare di Crot che, parallela alla condotta forzata della centrale idroelettrica, risale il versante sinistro della valle.
 La funicolare è tuttora in servizio, mentre la decauville era stata smantellata alla fine degli anni '30 dopo la costruzione della strada militare che raggiunge il lago e rende più semplice il raggiungimento della diga. Il crollo di un ponticello aveva impedito il completo smantellamento della linea per cui nell'ultimo tratto ci sono ancora i binari. Dove vi era la decauville ora si trova il sentiero Italia che collega Margone a Malciaussia e i binari sono ancora a tratti visibili.
Con la costruzione della diga è stata sommersa completamente la frazione di Malciaussia, dove prima abitavano molti allevatori.

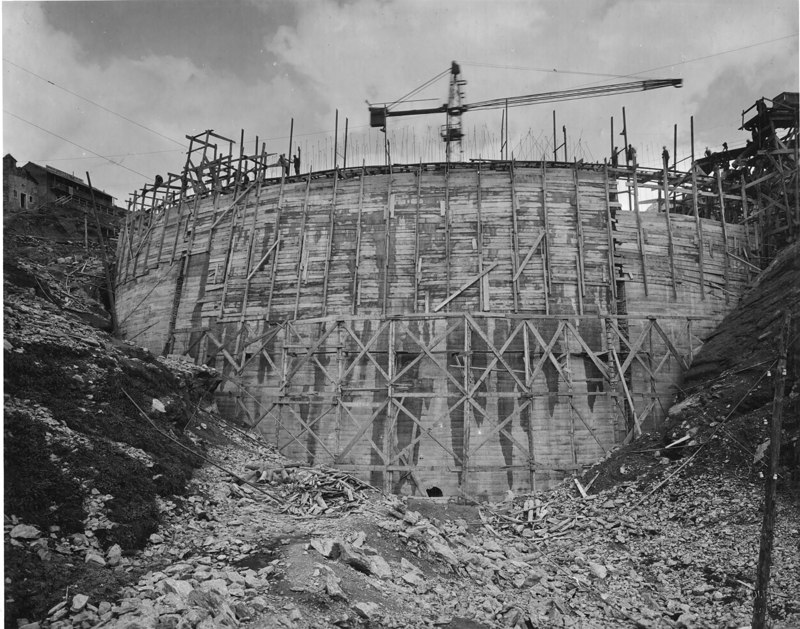
Costruzione della diga vista dalla frazione di Malciaussia
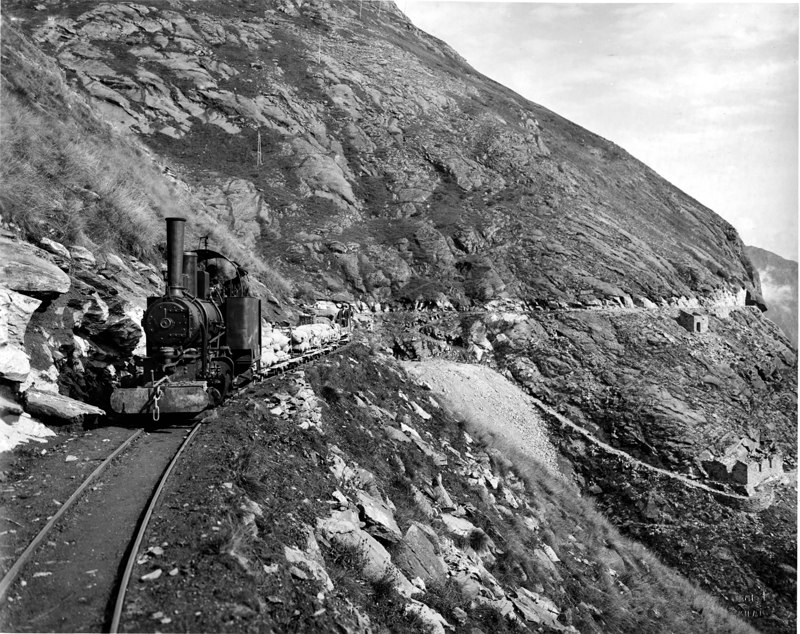
Treno decauville verso Malciaussia
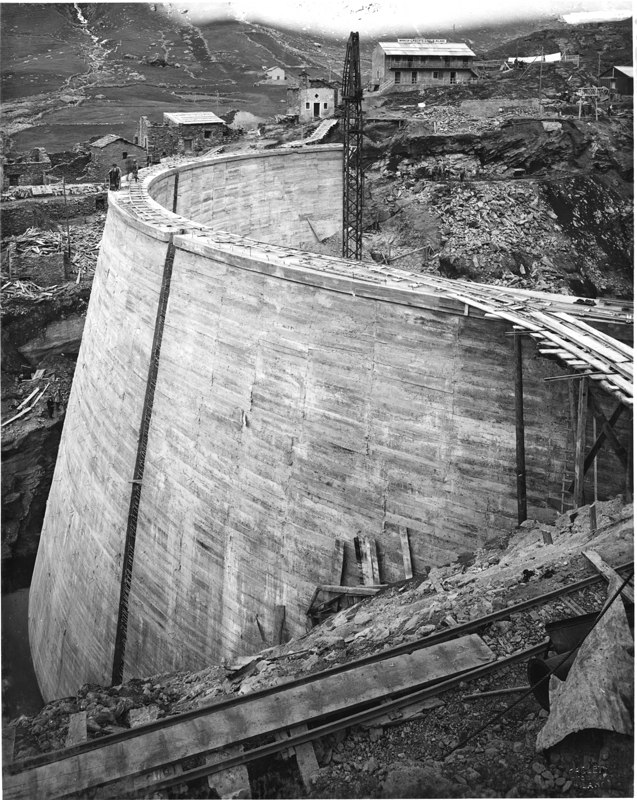
Diga appena costruita
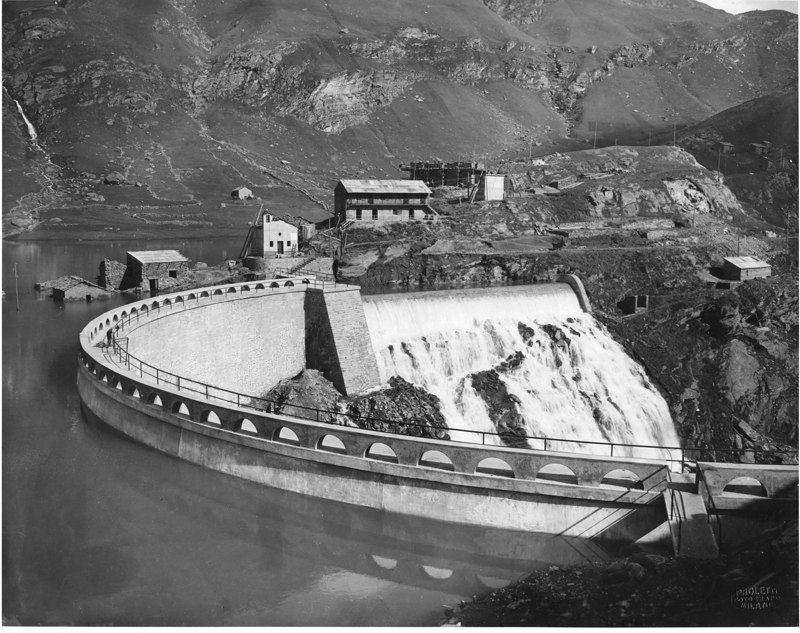
Riempimento lago
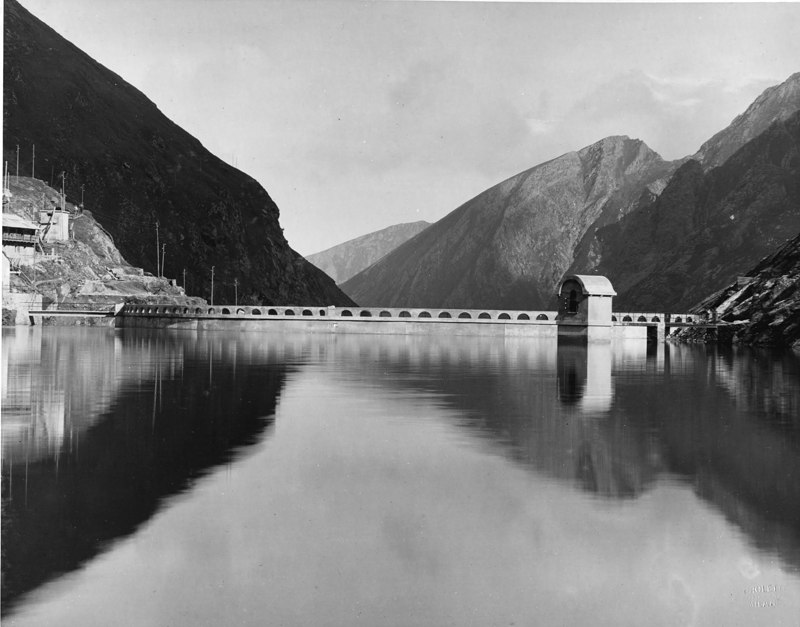
Punto di appoggio Enel in mezzo al lago

## Caratteristiche

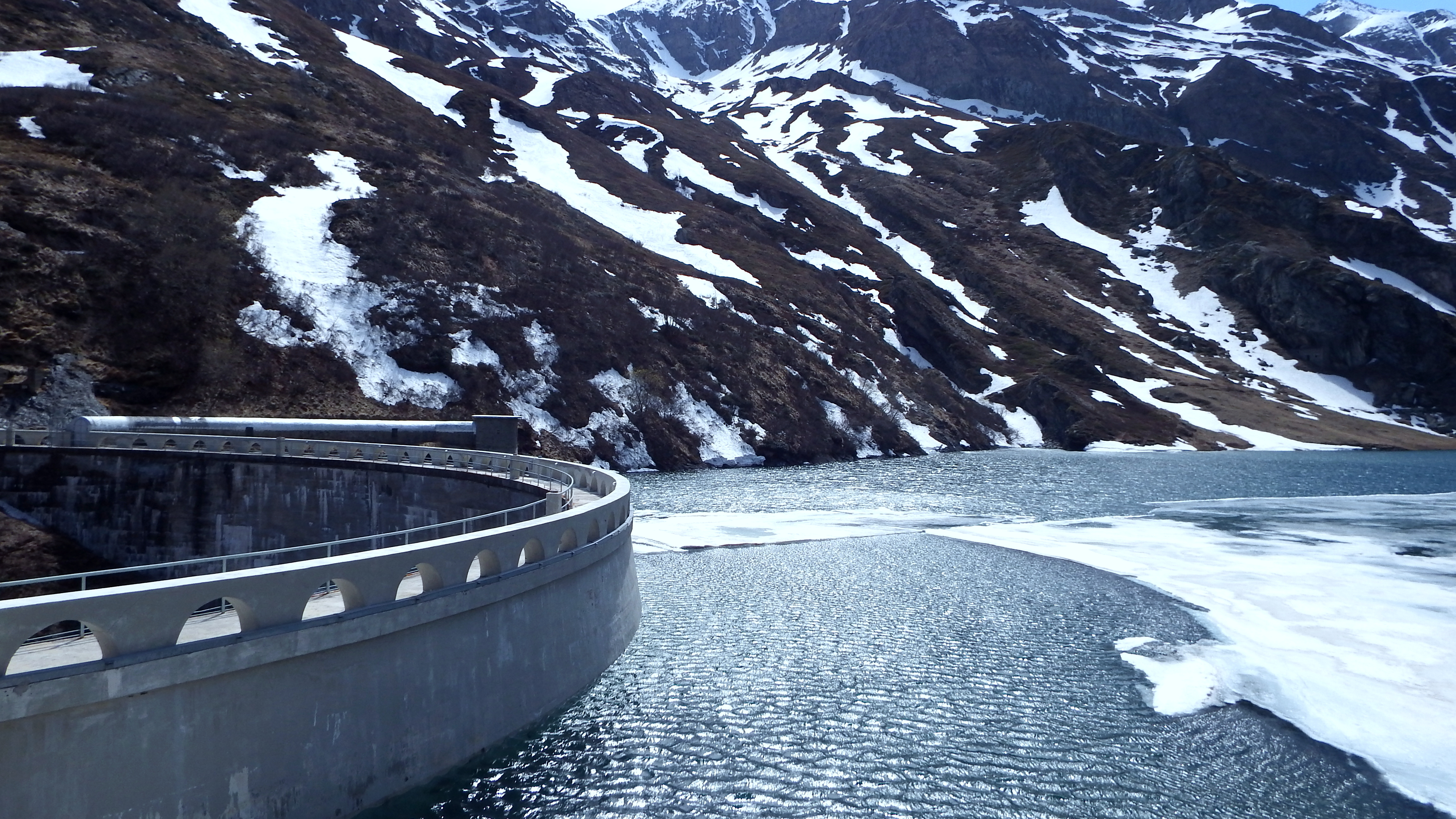
La diga ad aprile 2016

La sua superficie è di 0,2196 km² e fa di esso uno dei più grandi laghi artificiali del Piemonte; la profondità massima è di 24 metri e il suo perimetro misura circa 1,96 km. La lunghezza è di 610 metri e la larghezza di 360 metri.

Nella parte sud-est del lago si trova la diga di contenimento e dà origine allo Stura di Viù. In direzione ovest è visibile la cima del Rocciamelone, mentre a nord vi sono le propaggini della Punta Sulè e del Monte Lera. Nella parte occidentale nasce il lago e continuando il sentiero al nord di quest'ultimo si riesce a vedere la cascata dell'immissario. Sempre a ovest si trova l'ex caserma della Guardia alla Frontiera di stanza nell'ultima frazione della Valle di Viù. Al nord del bacino si trova la strada sterrata che costeggia il lago e la località di Pietramorta. A nord-est si trova il Rifugio Vulpot e la fine della strada provinciale 32 che arriva da est rispetto al lago.

## Clima
Il clima è tipicamente alpino, con inverni lunghi e abbondanza di nevicate (si raggiungono in media 4,5 metri annui), primavere e autunni piovosi (mediamente 1.200 mm). In estate le temperature sono miti anche dovute al microclima del lago e alla conca in cui si trova. Le temperature sono mediamente più fredde di 1,5-3 °C, con picchi anche più freddi di 7-8 °C, rispetto alla vicina Stazione meteorologica di Usseglio.

## Monumenti e luoghi d'interesse
La cappella di San Bernardo (il patrono della frazione) è situata sulle sponde del lago dietro la casa dei dipendenti Enel (arrivando dalla strada). Ovviamente la costruzione è successiva alla costruzione della diga, perché prima la chiesetta di San Bernardo era in centro al paese.

## Accesso

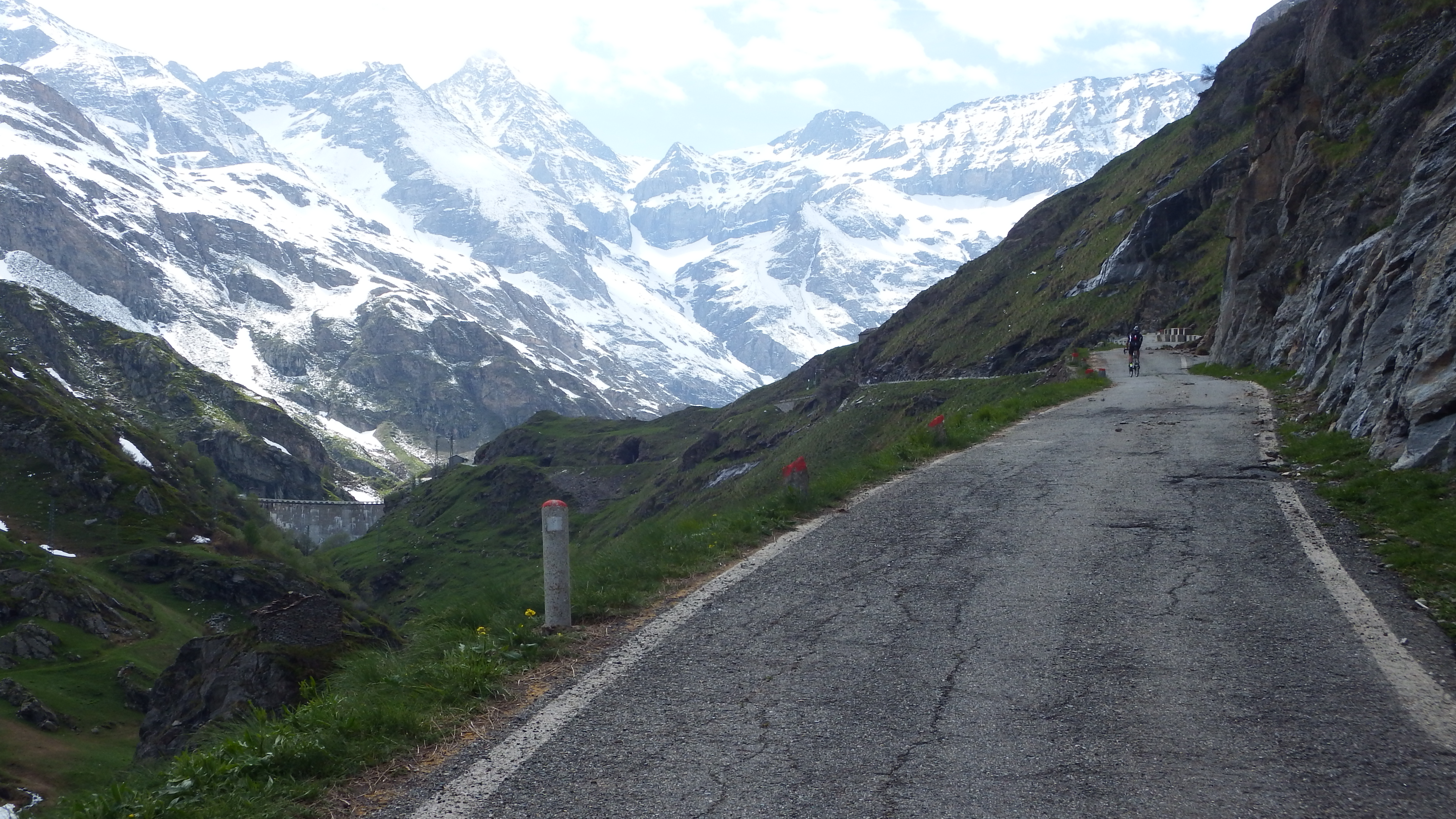
La strada che porta al lago.

La località è raggiungibile in automobile tramite la SP32 solo nel periodo estivo (da inizio giugno a metà ottobre circa). Nel periodo non indicato la strada è chiusa da una sbarra a Margone per sicurezza, perché non viene spazzata la neve sulla strada in quanto non c'è molta necessità. Il lago, quando la strada è chiusa, è raggiungibile a piedi o con le ciaspole quando c'è presenza di neve molle per la strada. Bisogna fare attenzione alle possibili slavine o valanghe nel periodo primaverile; è punto di partenza di varie escursioni in alta quota. In particolare è punto di partenza per salire al rifugio Ernesto Tazzetti e per guadagnare la vetta del Rocciamelone.

## Sport
Al lago è partenza per le molte escursioni che la zona permette sia in inverno con l'utilizzo delle ciaspole (solo da Margone a Malciaussia lungo la strada provinciale) sia in estate su panoramici sentieri che conducono in quota. 
Alcuni sentieri sono:
- Lago di Malciaussia - Margone (tramite sentiero lungo Stura di Viù) (1.450 m s.l.m.), difficoltà T, tempo 2 ore e 30 minuti;
- Lago di Malciaussia - Margone (tramite decauville) (1.450 m s.l.m.), difficoltà EE, tempo 2 ore;
- Lago di Malciaussia - Lago Nero (2.007 m s.l.m.), difficoltà E, tempo 35 minuti;
- Lago di Malciaussia - Colle della Croce di Ferro (2.558 m s.l.m.), difficoltà E, tempo 2 ore e 30 minuti;
- Lago di Malciaussia - Rifugio Ernesto Tazzetti (2.642 m s.l.m.), difficoltà E, tempo 2 ore e 30 minuti;
- Lago di Malciaussia - Laghi dell'Autaret (2.970 m s.l.m.), difficoltà E, tempo 4 ore;
- Lago di Malciaussia - Punta Sulè (3.384 m s.l.m.), difficoltà EE, tempo 5 ore circa.

Da Malciaussia è possibile anche scalare il Rocciamelone e la terza domenica di luglio v'è il Trofeo Berru Vulpot, una gara podistica con partenza a Usseglio e arrivo al rifugio.
Dal settembre 2016, il lago, è stato luogo della corsa "La Via di Annibale sky Marathon". Questa corsa vuole ricordare il passaggio di Annibale nel 218 a.C. dal Colle dell’Autaret nell’Alta Valle di Viù, nelle Valli di Lanzo. E questo è un pretesto per correre in un ambiente naturalmente integro dove l’altitudine, il sole, il vento e la neve sono i dominatori e padroni. Corsa di alta montagna che parte e arriva a Usseglio (TO) passando per due passi oltre i 3.000 m e sul nevaio dell'ex ghiacciaio Bertà. La gara si svolge il primo week-end di settembre.
Il percorso “La via di Annibale®” Sky Marathon (ASM) è classificato con il bollino rosso: EE itinerario per escursionisti esperti. Si snoda prevalentemente su strade forestali, mulattiere e sentieri in quota. È un itinerario che richiede la capacità di muoversi su terreni particolari, tracce o sentieri impervi o infidi (pendii con affioramenti rocciosi o detritici), talora impegnativi ed esposti. Sono possibili nevicate durante la gara che seppur relativamente breve ha un alto fascino tecnico e paesaggistico. La descrizione e documentazione del transito del condottiero cartaginese è descritta nel romanzo storico "La Druida di Margun Archiviato il 14 agosto 2015 in Internet Archive." di Sisto Merlino.
Il percorso ha effettuato questo itinerario:
- Usseglio (1.265 m s.l.m.);
- Margone (1.450 m s.l.m.);
- Rifugio Luigi Cibrario (2.616 m s.l.m.);
- Colle Sulè (3.073 m s.l.m.);
- Colle dell'Autaret (3.077 m s.l.m.);
- Punta Costan (3.305 m s.l.m.);
- Rifugio Ernesto Tazzetti (2.642 m s.l.m.);
- Lago di Malciaussia (1.805 m s.l.m.);
- Lago Falin (1.693 m s.l.m.);
- Margone (1.450 m s.l.m.);
- Usseglio (1.265 m s.l.m.).

## Punti d'appoggio

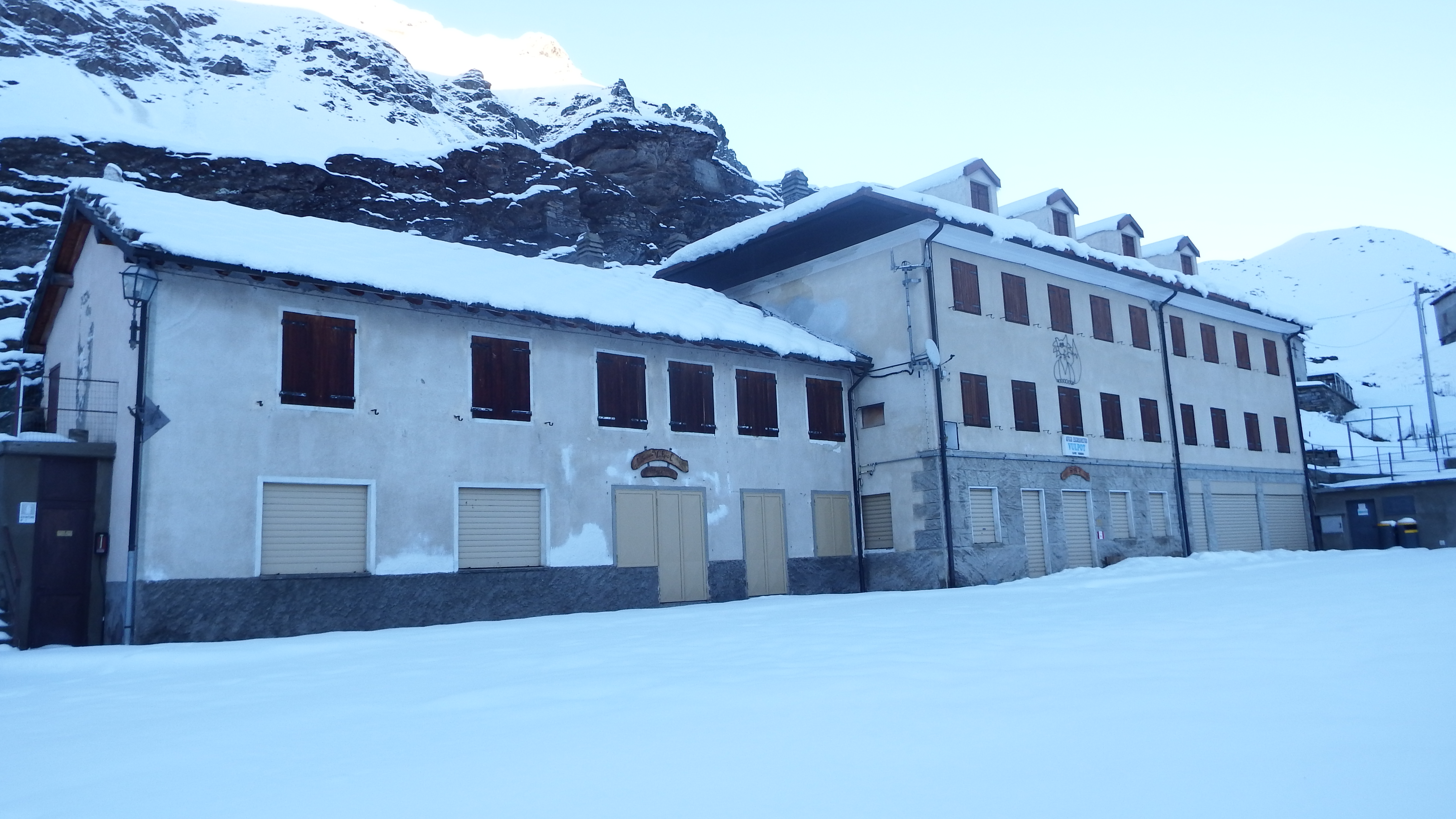
Rifugio Vulpot di Malciaussia.

Sul bordo del lago si trova il Rifugio Vulpot: l'edificio venne costruito negli anni trenta del novecento come caserma della Guardia alla Frontiera di stanza nell'ultima frazione della Valle di Viù.
 Venne poi dato in gestione alla guida alpina Domenico Ferro Famil (chiamato Bertu Vulpot) che, con la sua famiglia, lo gestì fino al 2003. Dopo un anno di chiusura, nel 2005 la gestione passò alla famiglia Furlan, gli attuali gestori.

## Curiosità
Quando si costruì la diga di Malciaussia la vecchia frazione rimase sommersa dalle acque del lago artificiale.
 Una leggenda popolare narra che a volte si sentano ancora i rintocchi della campana della vecchia chiesetta di San Bernardo e che questo venga interpretato come segno di imminente sventura.

## Foto

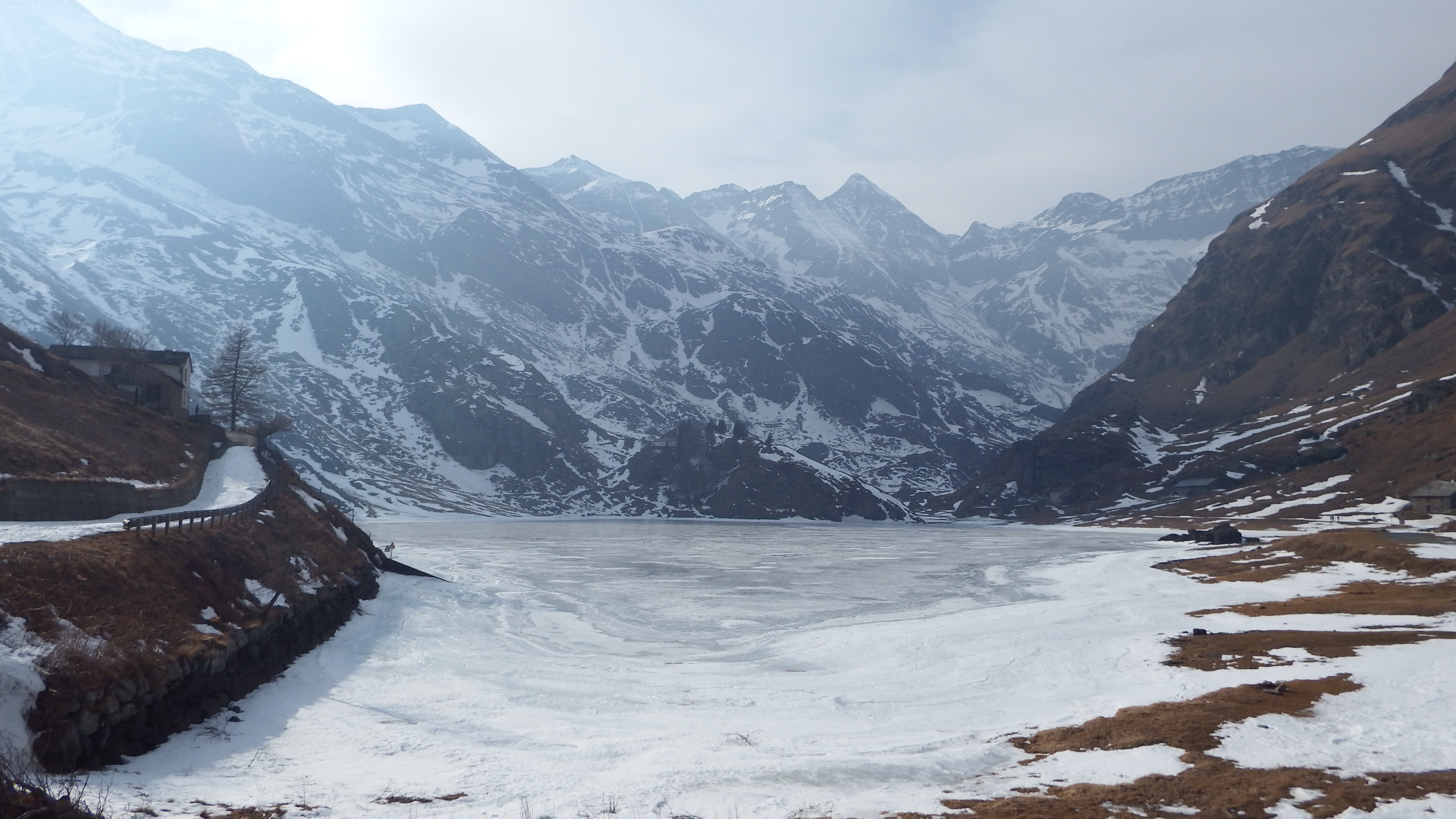
Lago di Malciaussia in un febbraio caldo
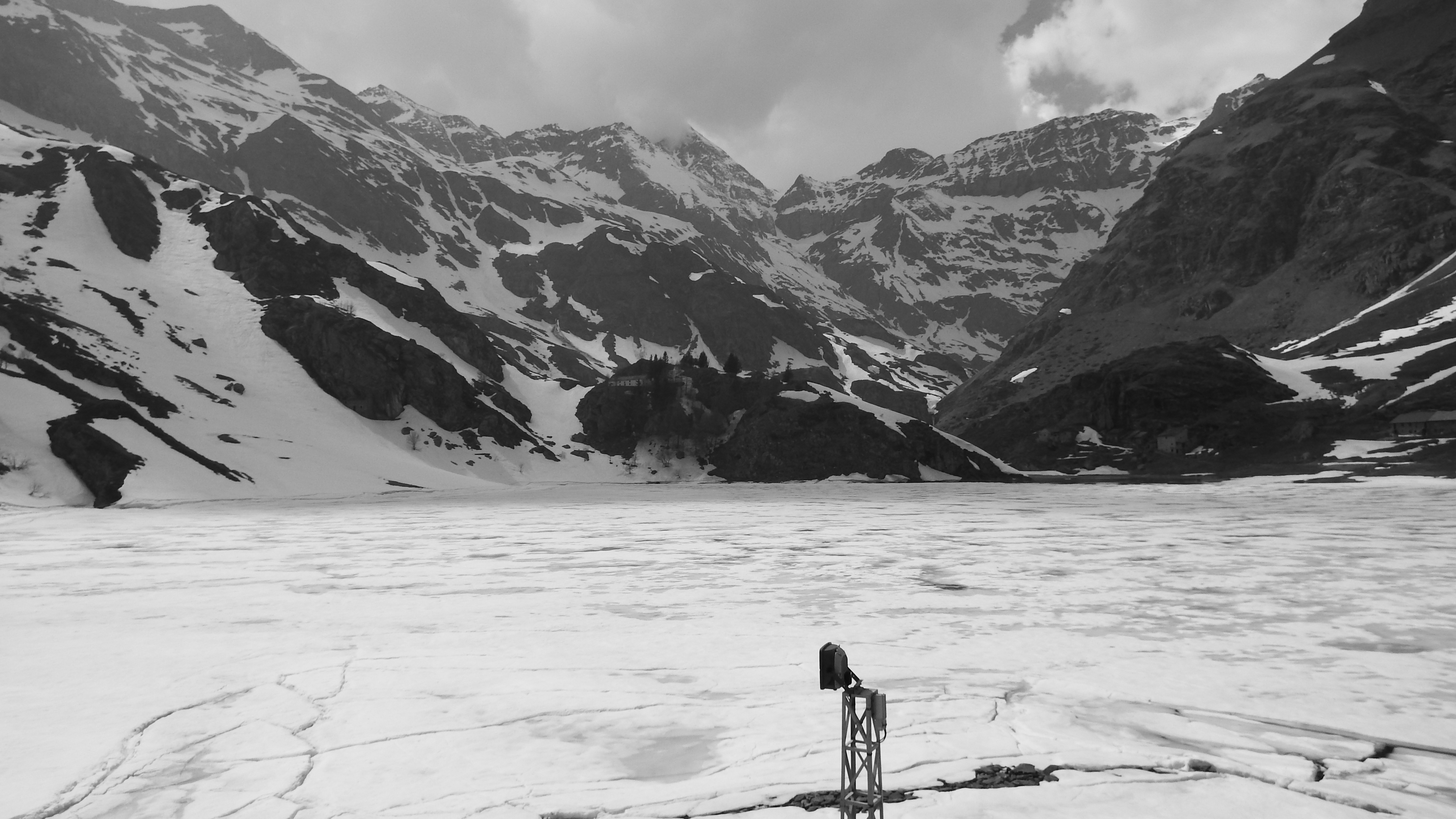
Lago di Malciaussia ad aprile
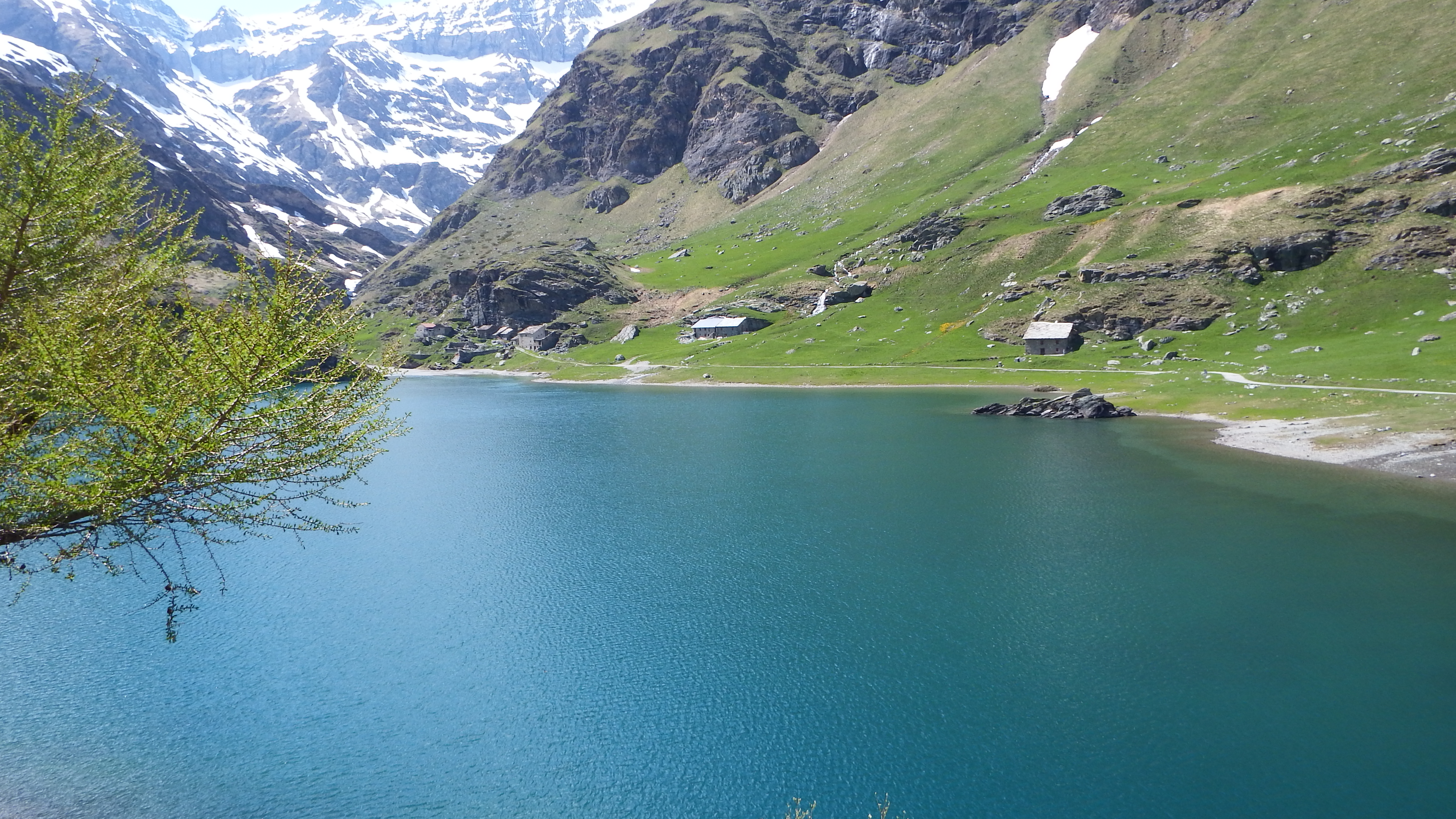
Lago di Malciaussia a maggio
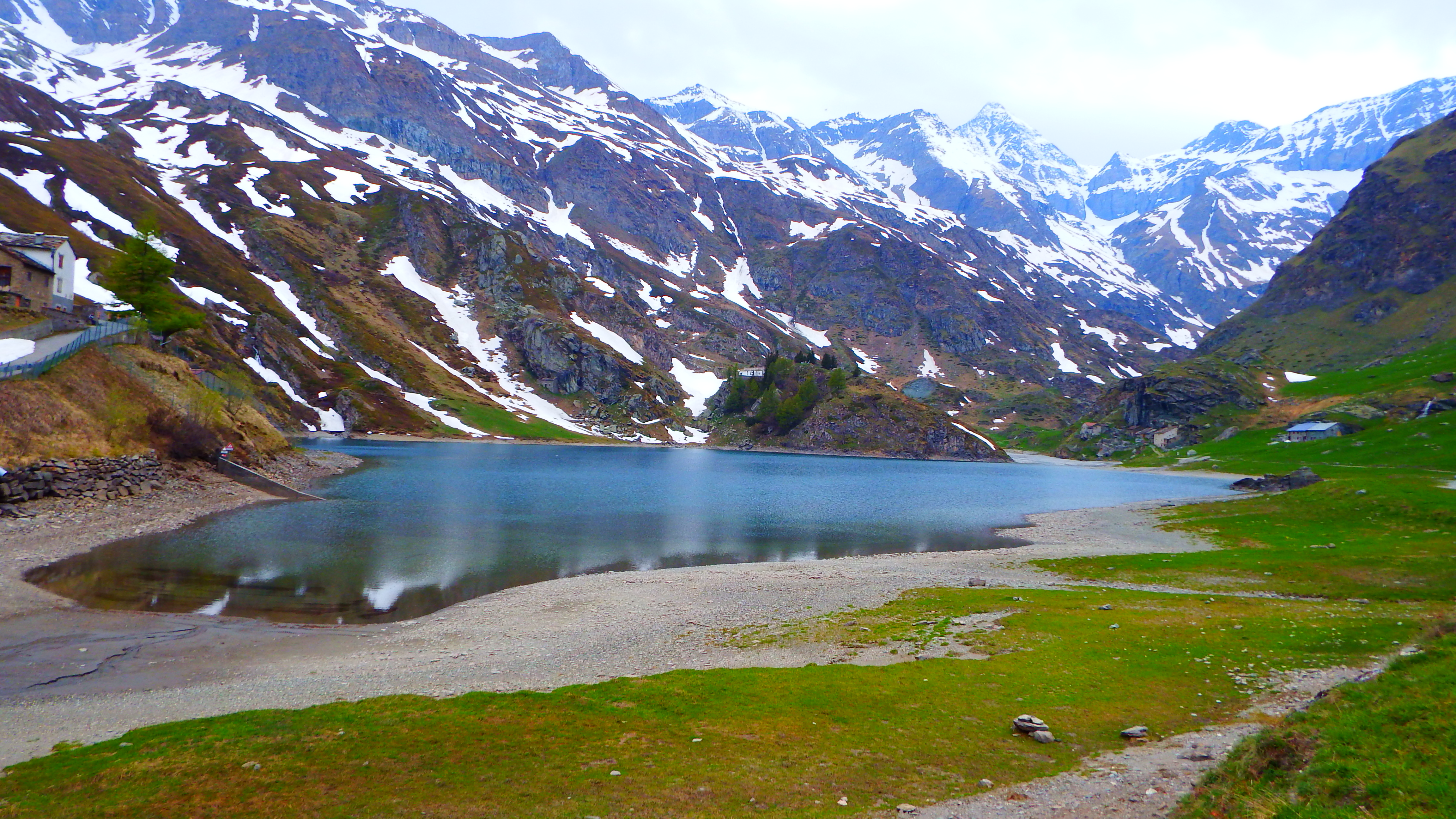
Lago di Malciaussia a maggio
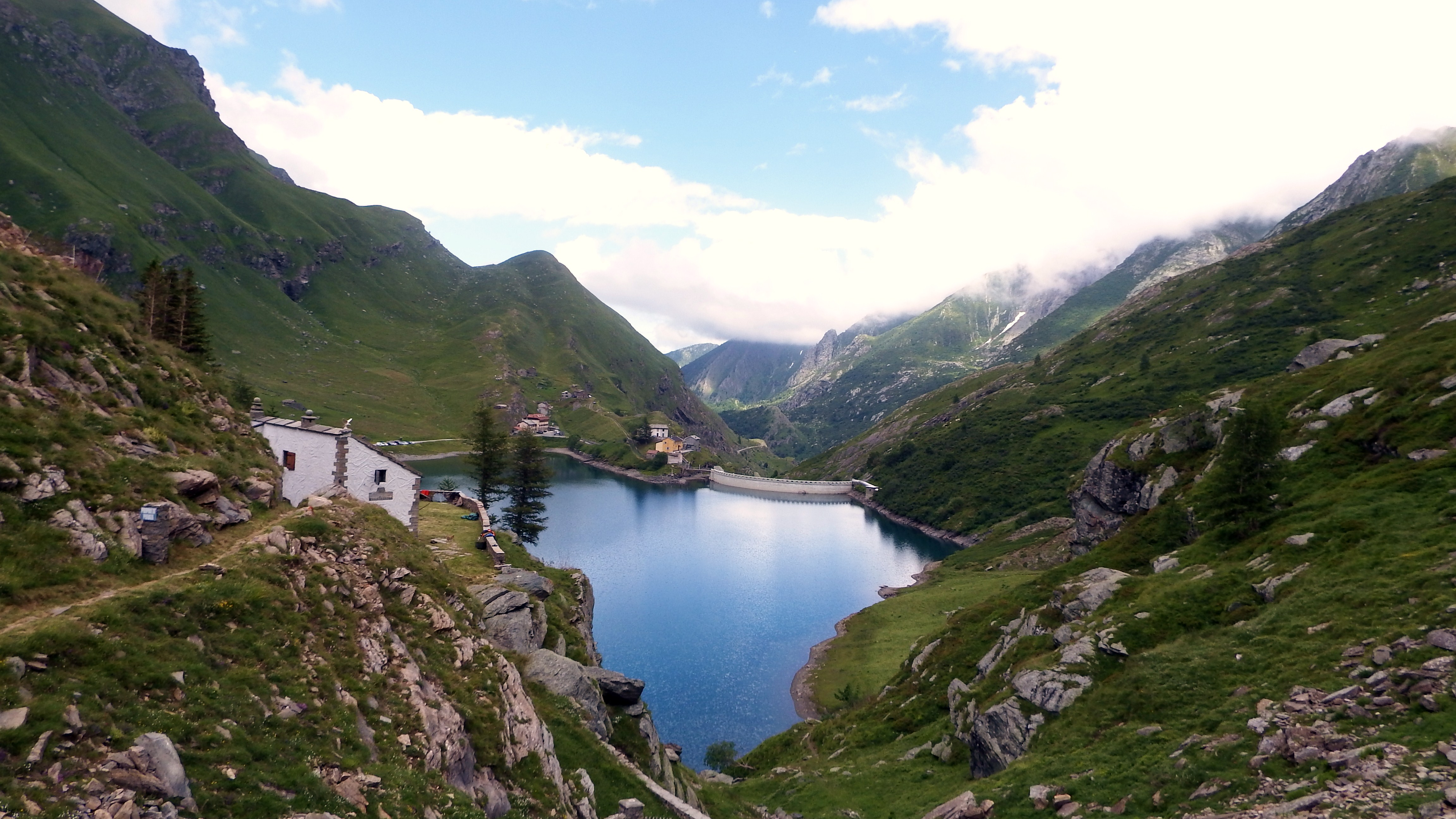
Lago di Malciaussia dalla ex caserma della Guardia alla Frontiera
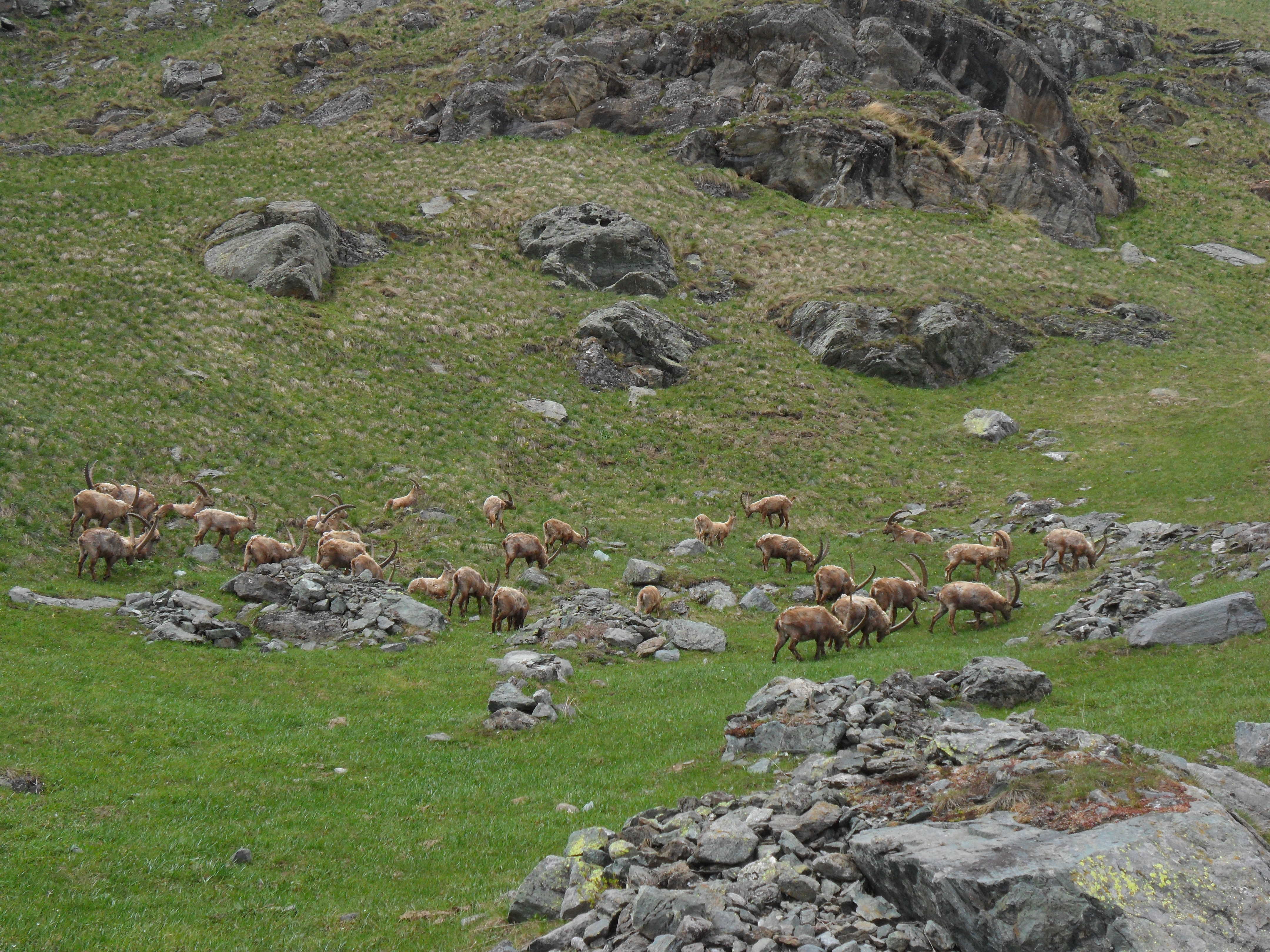
Stambecchi a Malciaussia
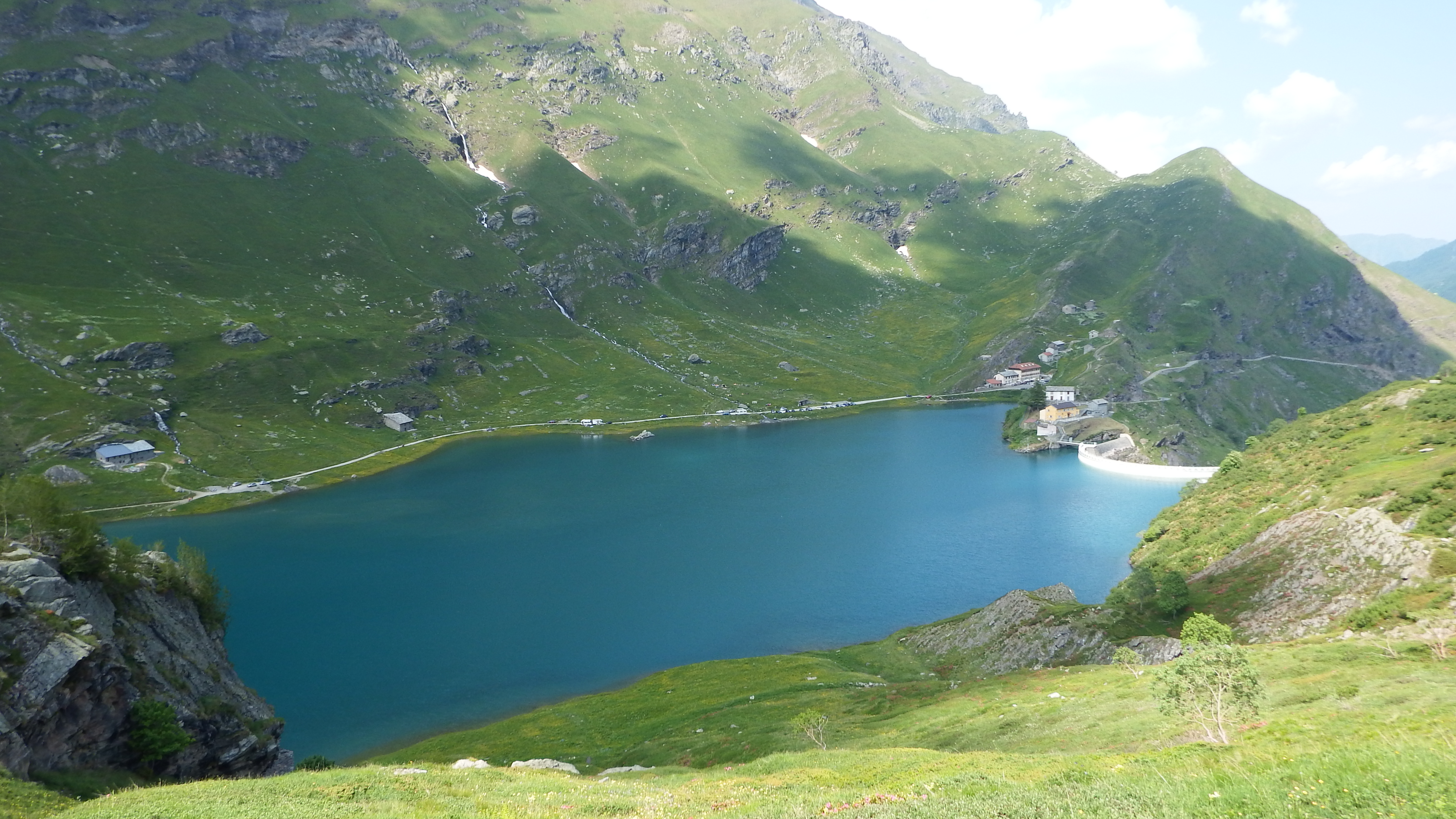
Lago di Malciaussia dal sentiero che porta al Lago Nero
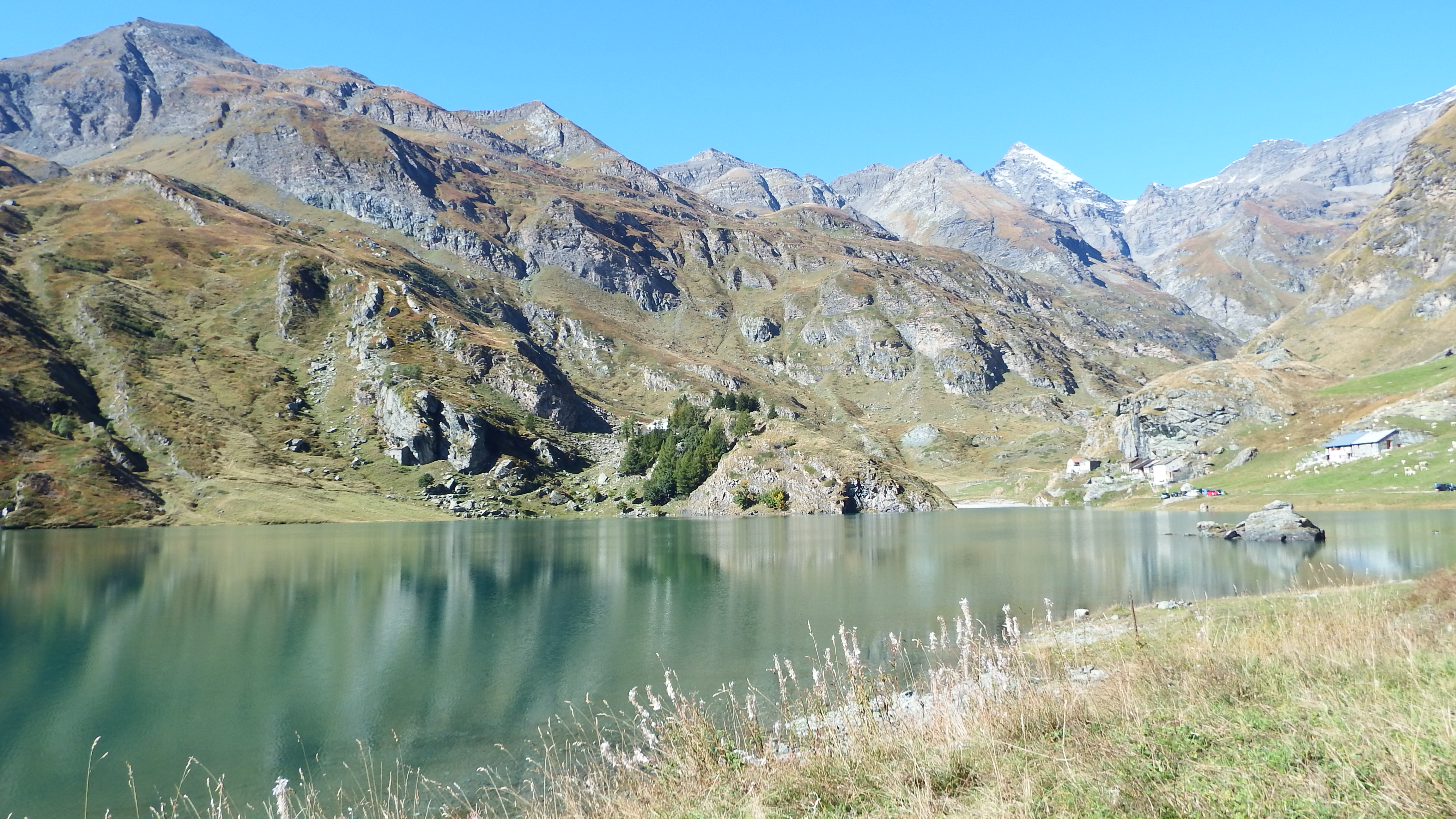
Lago di Malciaussia a settembre